# Az új Frédi és Béni show
Az új Frédi és Béni show (eredeti cím: The New Fred and Barney Show) a Frédi és Béni különböző sorozatainak egyike, melyet az American Broadcasting Company sugárzott, és a Hanna-Barbera készített 1979-ben. Ezt a Frédi és Béni sorozatot nem adták le Magyarországon.

## Története
Az új Frédi és Béni show egy epizódonként 30 perces szombat reggeli animációs sorozat, melyet a Hanna-Barbera által készített Frédi és Béni, avagy a két kőkorszaki szaki rajzfilm sorozat folytatásának szántak. Az NBC sugározta 1979. február 3-ától október 20-ig. Henry Corden ekkor szinkronizálta először Frédit.
Ezek az új epizódok a hagyományos Flintstones karakterekből álltak, mint a Frédi és Béni gyermekei, Bamm-bamm és Pebbles. 1972-ben már szerepeltek tinédzserként a A Pebbles és a Bamm-Bamm showban, valamint 1980-ban a The Flintstone Comedy Show című rajzfilm sorozatban. Néhány új karakter és vendégszereplő is felbukkant a részekben, így boszorkányok és vérfarkasok.
Műfaja, csakúgy, mint a Hanna-Barbera által az 1970-es években létrehozott számos animációs sorozatnak, komédia.

## Epizódok

### 1. évad
| Epizód | Cím                                      | Dátum             |
| ------ | ---------------------------------------- | ----------------- |
| 1      | „Sand-Witch”                             | 1979. február 3.  |
| 2      | „Haunted Inheritance”                    | 1979. február 10. |
| 3      | „Roughin' It”                            | 1979. február 17. |
| 4      | „C.B. Buddies”                           | 1979. február 24. |
| 5      | „Bedrock Rocks”                          | 1979. március 3.  |
| 6      | „Blood Brothers”                         | 1979. március 10. |
| 7      | „Barney's Chickens”                      | 1979. március 17. |
| 8      | „The Butler Did It... and Did It Better” | 1979. március 24. |
| 9      | „It's Not Their Bag”                     | 1979. március 31. |
| 10     | „Barney's Luck”                          | 1979. április 7.  |

### 2. évad
| Epizód | Cím                                    | Dátum                |
| ------ | -------------------------------------- | -------------------- |
| 11     | „Stone Age Werewolf”                   | 1979. szeptember 8.  |
| 12     | „Fred & Barney Meet the Frankenstones” | 1979. szeptember 15. |
| 13     | „Physical Fitness Fred”                | 1979. szeptember 22. |
| 14     | „Moonlighters”                         | 1979. szeptember 29. |
| 15     | „Fred Goes to the Houndasaurs”         | 1979. október 6.     |
| 16     | „The Bad Luck Genie”                   | 1979.október 13.     |
| 17     | „Dinosaur Country Safari”              | 1979. október 20.    |

## Szereplők
| Név                     | Eredeti név              | Eredeti hangja              |
| ----------------------- | ------------------------ | --------------------------- |
| Kovakövi Frédi          | Fred Flintstone          | Henry Corden                |
| Kavicsi Béni            | Barney Rubble            | Mel Blanc                   |
| Dinó                    | Dino                     | Mel Blanc                   |
| Kovakövi Vilma          | Wilma Flintstone         | Jean Vander Pyl             |
| Kovakövi Enikő          | Pebbles Flintstone       | Jean Vander Pyl             |
| Kavicsi Irma            | Betty Rubble             | Gay Autterson               |
| Kavicsi Benő            | Bamm-Bamm Rubble         | Don Messick                 |
| Kőkobaki úr             | Mr. Slate                | John Stephenson             |
| További vendégszereplők | Various Guest Characters | Don Messick John Stephenson |

- További angol hangok: Barney Phillips,Janet Waldo,Jim MacGeorge